# Cook Rock
Der Cook Rock ist eine 45 m hohe und bogenförmige Klippe im Archipel der Südlichen Sandwichinseln. Im Nelson Channel liegt er 25 m östlich des Trousers Rock und rund 500 m nordöstlich des Braces Point von Vindication Island.
Kartiert und benannt wurde der Felsen von Wissenschaftlern der britischen Discovery Investigations im Jahr 1930. Namensgeber ist der britische Seefahrer und Entdecker James Cook (1728–1779).
Der Cook Rock und benachbarte Klippen wie der Tomblin Rock und der Trousers Rock gelten als erodierte Reste ausgedehnter Vulkane.